# Ванда (Міннесота)
Ванда (англ. Wanda) — місто (англ. city) в США, в окрузі Редвуд штату Міннесота. Населення — 72 особи (2020).

## Географія
Ванда розташована за координатами 44°18′48″ пн. ш. 95°12′49″ зх. д. / 44.31333° пн. ш. 95.21361° зх. д. (44.313219, -95.213533).  За даними Бюро перепису населення США в 2010 році місто мало площу 0,67 км², з яких 0,67 км² — суходіл та 0,01 км² — водойми.

## Демографія
Згідно з переписом 2010 року, у місті мешкали 84 особи в 39 домогосподарствах у складі 25 родин. Густота населення становила 124 особи/км².  Було 41 помешкання (61/км²).
Расовий склад населення:
| - 100,0 % — білих |

До двох чи більше рас належало 0,0 %. Частка іспаномовних становила 0,0 % від усіх жителів.
За віковим діапазоном населення розподілялося таким чином: 22,6 % — особи молодші 18 років, 60,7 % — особи у віці 18—64 років, 16,7 % — особи у віці 65 років та старші. Медіана віку мешканця становила 50,5 року. На 100 осіб жіночої статі у місті припадало 95,3 чоловіків;  на 100 жінок у віці від 18 років та старших — 97,0 чоловіків також старших 18 років.
Середній дохід на одне домашнє господарство  становив 49 985 доларів США (медіана — 40 714), а середній дохід на одну сім'ю — 79 400 доларів (медіана — 73 125). 
Цивільне працевлаштоване населення становило 34 особи. Основні галузі зайнятості: науковці, спеціалісти, менеджери — 14,7 %, освіта, охорона здоров'я та соціальна допомога — 11,8 %, оптова торгівля — 8,8 %, виробництво — 8,8 %.